# Manihot glaziovii
Espèce
Manihot glaziovii est une espèce de plantes à fleurs dicotylédones de la famille des Euphorbiaceae, de la sous-famille des Crotonoideae, originaire du Brésil. Ce sont des arbustes ou petits arbres pouvant atteindre 10 mètres de haut, dont le latex abondant a été exploité en Amérique du Sud pour la production de caoutchouc.

## Caractère envahissant
En Nouvelle-Calédonie, cette espèce est envahissante. Le Code de l'environnement de la Province Sud interdit l’introduction dans la nature de cette espèce ainsi que sa production, son transport, son utilisation, son colportage, sa cession, sa mise en vente, sa vente ou son achat.